# 실바니안 패밀리

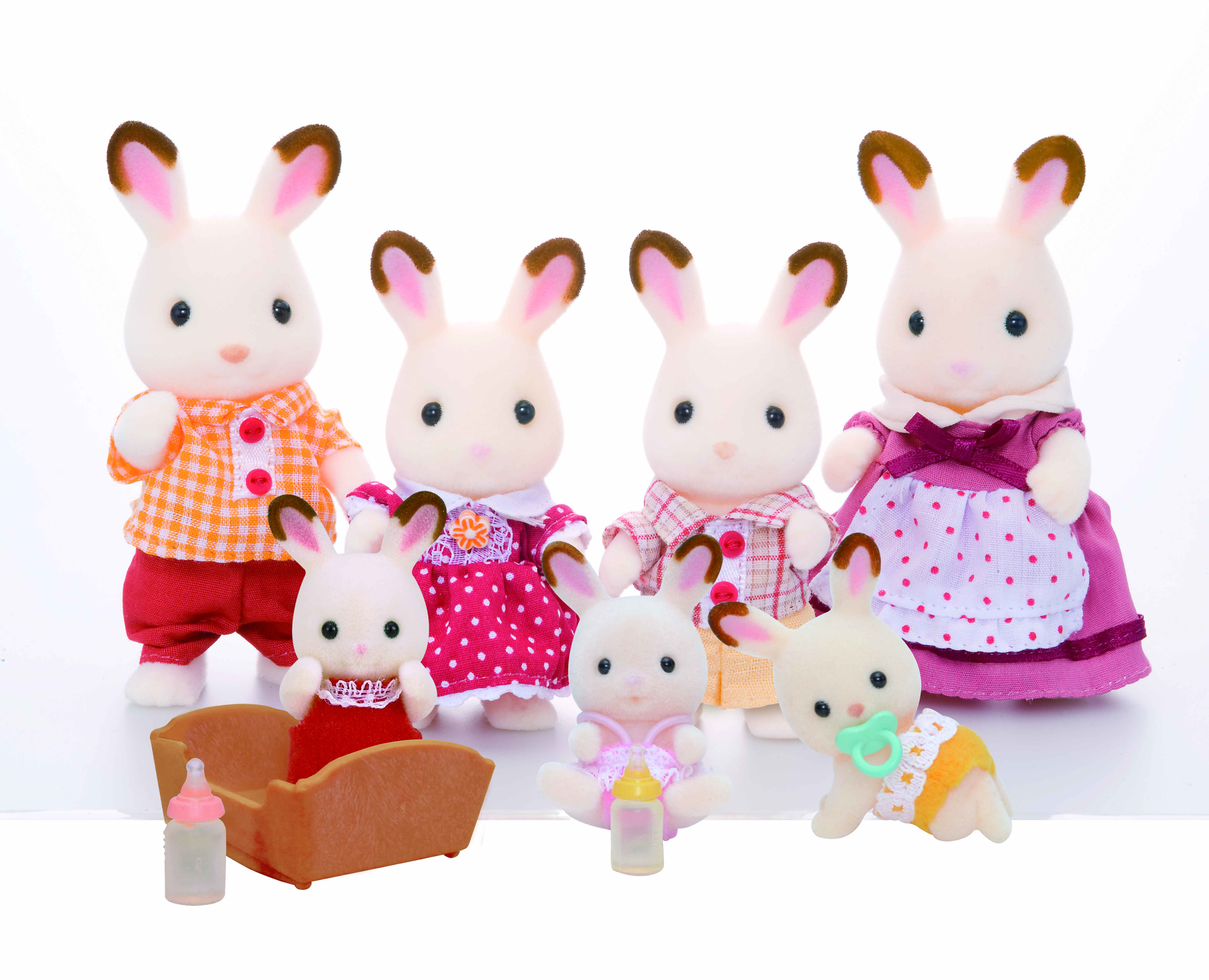
실바니안 토끼 인형

실바니안 패밀리(シルバニアファミリー)는 일본의 게임 회사 에폭 사에서 만드는 작은 동물 인형이다. 여러 가지 동물의 종류로 토끼, 고슴도치, 고양이, 강아지 등이 있다.

## 개요
1983년부터 1984년 10월까지 당시 에폭 사의 사장이었던 마츠모토 미츠오와 몇명의 사원들에 의해 상품을 개발하여  1985년 3월 20일, 실바니안 패밀리의 정식 판매가 시작되었다.

## 미디어
일본이나 미국같은 외국에서는 애니메이션이 나오거나 게임이 출시되었지만, 한국에서는 나오지 않다가 최근 방영을 시작했다.